# Bogdan Borusewicz
Bogdan Michał Borusewicz [bogdan michau borusevič] (nar. 11. ledna 1949, Lidzbark Warmiński) je polský politik, v době PLR působil v opozici, v několika volebních obdobích byl poslancem Sejmu, od října 2005 je pak maršálek polského Senátu a též ani ne 24hodinovým prezidentem Polska. Také je čestným občanem Gdańsku.
Vzděláním historik, v roce 1975 ukončil studium na Fakultě humanistických věd Katolické lublinské univerzity. Absolvoval také Státní lyceum výtvarného umění (Państwowego Liceum Sztuk Plastycznych) v Gdyni-Orłowě.

## Úřadující prezident Polska
Dne 8. července 2010 rezignoval Bronisław Komorowski na funkci maršálka Sejmu, čímž přestal být úřadujícím prezidentem Polska. Úřadujícím prezidentem se automaticky podle Ústavy stal maršálek Senátu (horní komory polského parlamentu) Bogdan Borusewicz. Ještě téhož dne byl zvolen Grzegorz Schetyna novým maršálkem Sejmu a stal se novým úřadujícím prezidentem.